# Berm
Berm – inaczej wał plażowy, jest to terasa burzowa znajdująca się przed pasem wydm od strony morza. Wał ten jest formowany w pobliżu zasięgu fal sztormowych.